# Don't Say a Word (film)
Don't Say a Word is een film uit 2001 onder regie van Gary Fleder.

## Verhaal
Terwijl een psychiater met een patiënt bezig is, wordt zijn dochter ontvoerd waar die patiënt meer van af weet.

## Rolverdeling
| Acteur                | Personage            |
| --------------------- | -------------------- |
| Michael Douglas       | Nathan R. Conrad     |
| Sean Bean             | Patrick Koster       |
| Brittany Murphy       | Elisabeth Burrows    |
| Skye McCole Bartusiak | Jessie Conrad        |
| Guy Torry             | Dolen                |
| Jennifer Esposito     | Sandra Cassidy       |
| Shawn Doyle           | Russel Maddox        |
| Famke Janssen         | Aggie Conrad         |
| Victor Argo           | Sydney Simon         |
| Conrad Goode          | Max Dunlevy          |
| Paul Schulze          | Jake                 |
| Lance Reddick         | Arnie                |
| Oliver Platt          | Louis Sachs          |
| Aidan Devine          | Leon Edward Croft    |
| Alex Campbell         | Jonathan             |
| Philip DeWilde        | Intern               |
| Sam Montesano         | Frankie              |
| Arlene Duncan         | Aide                 |
| Judy Sinclair         | Zelda Sinclair       |
| Larry Block           | Doorman              |
| David Warshofsky      | Ryan                 |
| Darren Frost          | Janitor              |
| Philip Williams       | Large Cop            |
| Louis Vanaria         | Cop at Scene         |
| Daniel Kash           | Detective Garcia     |
| Lucie Laurier         | Vanessa              |
| Isabella Fink         | 8 Year Old Elisabeth |
| Ray Iannicelli        | Man at Marina        |
| Colm Magner           | Cop #1               |
| Cyrus Farmer          | Officer #1           |
| Martin Roach          | Transit Cop          |
| Patricia Mauceri      | Sofia                |